# Гельмсторф (Шлезвіг-Гольштейн)
Гельмсторф (нім. Helmstorf) — громада в Німеччині, розташована в землі Шлезвіг-Гольштейн. Входить до складу району Плен. Складова частина об'єднання громад Лютьєнбург.
Площа — 12,73 км2. Населення становить 297 ос. (станом на 31 грудня 2020).